# Gerald Shapiro (compositeur)
Pour les articles homonymes, voir Shapiro.
Ne pas confondre avec Gerald Shapiro (1950-2011), un écrivain américain.
Gerald Shapiro, né le 14 mai 1942 à Philadelphie, est un compositeur américain.

## Biographie
Gerald Shapiro naît le 14 mai 1942 à Philadelphie. Il étudie à l'École de musique Eastman (BMus 1964) et avec Milhaud au Mills College (MA 1967); il travaille également avec Subotnick (1964-5), Messiaen et Boulanger (1965-6), et Stockhausen (1966-7). En 1967, il rejoint la faculté de l'Université Brown, où il est directeur du MacColl Electronic Music Studio. Il est attiré très tôt dans sa carrière par les possibilités musicales de la musique électronique en direct.